# Braga Open 2021
Il Braga Open 2021 è stato un torneo maschile tennis professionistico. È stata la 3ª edizione del torneo, facente parte della categoria Challenger 80 nell'ambito dell'ATP Challenger Tour 2021, con un montepremi di 44 820 €. Si è svolto dal 20 al 26 settembre 2021 sui campi in terra rossa del Clube Ténis Braga di Braga, in Portogallo.

## Partecipanti

### Teste di serie
| Nazionalità | Giocatore                | Ranking* | Testa di serie |
| ----------- | ------------------------ | -------- | -------------- |
| Brasile     | Thiago Monteiro          | 92       | 1              |
| Giappone    | Tarō Daniel              | 112      | 2              |
| Francia     | Hugo Gaston              | 118      | 3              |
| Serbia      | Nikola Milojević         | 152      | 4              |
| Germania    | Cedrik-Marcel Stebe      | 168      | 5              |
| Italia      | Alessandro Giannessi     | 174      | 6              |
| Portogallo  | Frederico Ferreira Silva | 184      | 7              |
| Canada      | Steven Diez              | 203      | 8              |

* Ranking al 13 settembre 2021.

### Altri partecipanti
I seguenti giocatori hanno ricevuto una wild card per il tabellone principale:
- Pedro Araújo
- Tiago Cação
- Luís Faria

I seguenti giocatori sono entrati in tabellone con il ranking protetto:
- Filippo Baldi
- Joris De Loore

I seguenti giocatori sono passati dalle qualificazioni:
- Peter Heller
- Santiago Fa Rodríguez Taverna
- Nikolás Sánchez Izquierdo
- Kaichi Uchida

Il seguente giocatore è entrato in tabellone come lucky loser:
- Alex Rybakov

## Campioni

### Singolare
Thiago Monteiro ha sconfitto in finale  Nikola Milojević con il punteggio di 7–5, 7–5.

### Doppio
Nuno Borges  /  Francisco Cabral hanno sconfitto in finale  Jesper de Jong /  Bart Stevens con il punteggio di 6–3, 6(4)–7, [10–5].